# Dril mig igen
Dril mig igen er en dansk oplysningsfilm fra 2003, der er instrueret af Jakob Staugaard Nielsen og Ditte Matthiesen-Juhl.

## Handling
Filmen fører seerne til Burkina Faso og mødet med en særegen kultur, som kan holde fred og fordragelig mellem landets 62 forskellige etniske grupper - et land i Afrika uden borgerkrig. I filmen møder seerne indfødte sprog og det fælles kolonisprog, fransk.